# Генерал Пабло Рохас (стадион)
«Генерал Пабло Рохас» — футбольный стадион, в районе Баррио-Обреро столицы Парагвая Асунсьон. Это домашний стадион футбольной команды «Серро Портеньо», названный в честь бывшего президента клуба Пабло Рохаса. С 2017 года, после реконструкции, является самым вместительным стадионом Парагвая, обогнав по этому показателю национальную арену «Дефенсорес дель Чако».

## История
На месте современного стадиона «Генерала Пабло Рохаса» с 1924 года находились другая арена, которую некоторое время «Серро Портеньо» делил с «Олимпией». Стадион «Генерал Пабло Рохас» был открыт 24 мая 1970 года.
В 1999 году на этом стадионе прошёл один матч Кубка Америки. 1 июля 1999 года в рамках группы C на нём сборная Колумбии с минимальным счётом переиграла уругвайскую команду.
С 2015 по 2017 год, при президенте Хуане Хосе Сапаге, стадион претерпел кардинальную реконструкцию, что увеличило его вместимость с 25 тыс. до 45 тыс. зрителей. Это примерно на 2,6 тысячи больше, чем вмещает (также после реконструкции и увеличения количества мест) многолетняя национальная арена Парагвая «Дефенсорес дель Чако».
Модернизированный «Генерал Пабло Рохас» был открыт 19 августа 2017 года товарищеским матчем «Серро Портеньо» с аргентинской «Бокой Хуниорс». Сектора стадиона могут моментально изменять цвет подсветки — красный, белый или синий, чтобы было продемонстрировано во время церемонии открытия. Реконструкция обошлась клубу в 15 млн долларов США. Гости из Аргентины переиграли хозяев со счётом 2:1.
Первая официальная игра после реконструкции на «Нуэво Олье» состоялась 12 сентября 2017 года. «Серро Портеньо» сыграл вничью 0:0 с колумбийским «Хуниором» в первом матче 1/8 финала Южноамериканского кубка.
Среди болельщиков и футбольных специалистов стадион часто называется как «Сине-гранатовый котёл» («Олья Асульграна») — по цветам клуба «Серро Портеньо» и с намёком на горячую поддержку болельщиков. После реконструкции 2017 года СМИ также называют арену как «Нуэва Олья», то есть «Новый котёл».